# Al-Kahf

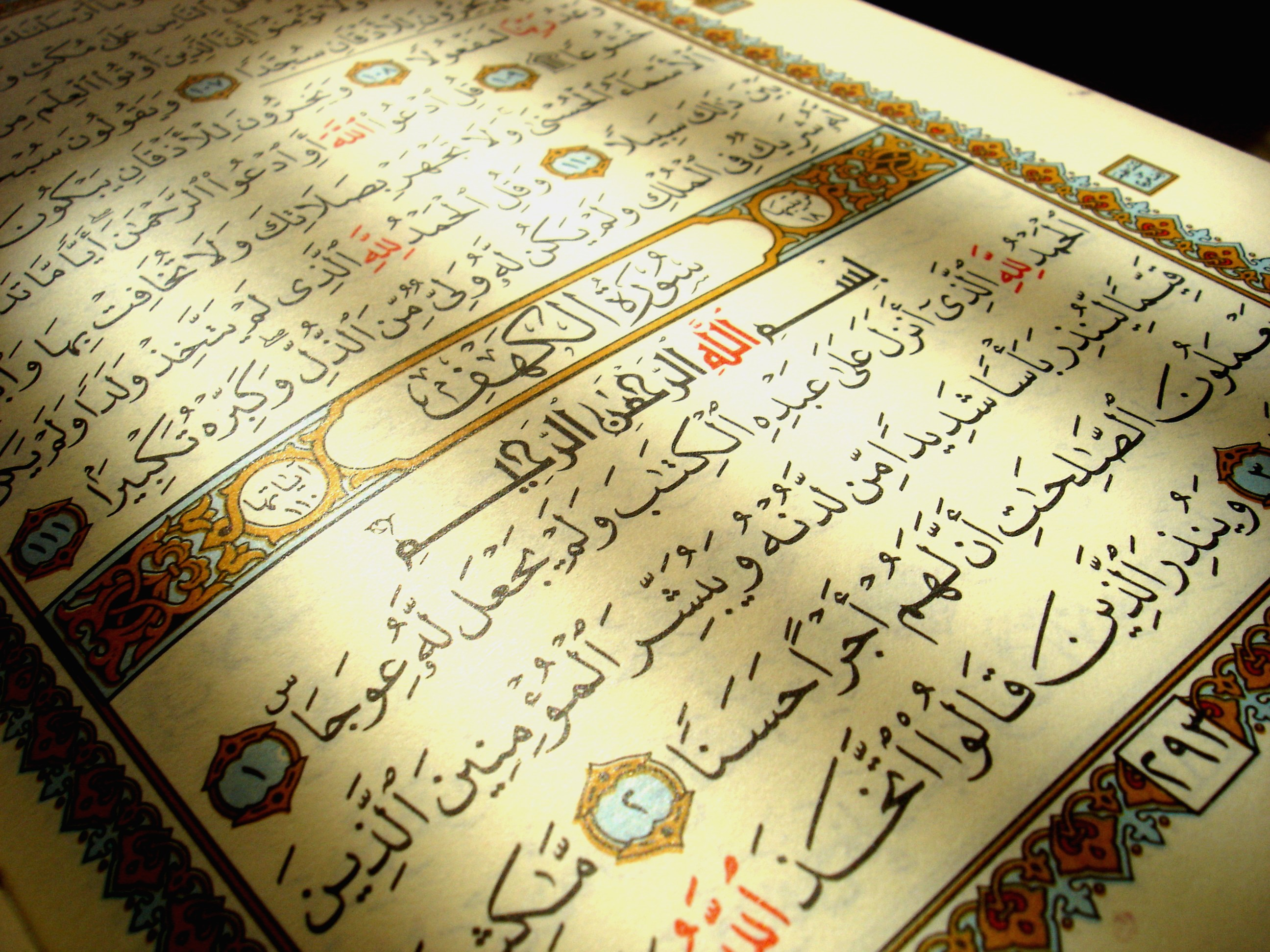
Första sidan i sura al-Kahf på arabiska.

Al-Kahf (arabiska: سورة الكهف, Sūratu al-Kahf, "Grottan") är den artonde suran i Koranen med 110 verser (ayah). Den är från Mekka-perioden.
I suran berättas det om hur några ynglingar (futuwwa) i en tid präglad av förföljelser av de troende tillsammans med sin hund drog sig undan i en skyddad grotta i Efesos. Där blev de kvar, genom ett under försänkta i sömn, under en mycket lång tid (över 300 år). Det är denna legend som har gett upphov till begreppet sjusovare. Kristen tradition anger männens antal till sju och deras helgondag, sjusovardagen, inföll i den svenska almanackan (fram till och med år 1900) den 27 juli. Än idag vallfärdar både kristna och muslimer till grottan i Efesos, en djupt vördad helgonplats. 
Sura Al-Kahf läses i moskéer varje fredag sedan profeten Muhammeds dagar. 
Den berättar även om den odödlige profeten al-Khidr som var läromästare till Moses (Musa).